# Noelia López
Noelia López Vidal (Lebrija, 10 novembre 1986) è una modella spagnola, nota per aver vinto la seconda edizione del reality show Supermodelo.